# Campylaspis canaliculata
Campylaspis canaliculata är en kräftdjursart som beskrevs av John Todd Zimmer 1936. Campylaspis canaliculata ingår i släktet Campylaspis och familjen Nannastacidae.
Artens utbredningsområde är Kalifornien. Inga underarter finns listade i Catalogue of Life.